# Baleya
Baleya (o Balèya) és una regió de Guinea situada al sud del Tankisso (del que està separada per part de la Dentilia) i al nord del Níger. Té a l'est el Basando i l'Amana (capital Kouroussa), a l'oest l'Oulada; al sud, el Sankaran i al nord la Dentilia. Les terres al sud-est de l'Oulada formen part de la Baleya (però al sud propi de l'Oulada hi ha la regió de Firiya, capital Toumania). Les ciutats principals del Baleya són Saraya i Sãnyèna (Sanguiana).
Part dels dominis d'al-Hadjdj Umar i els seus successors, Baleya fou conquerida per Samori Turé el 1878, des de la seva base de Dugura, que també va servir uns mesos després per conquerir Oulada. A principis de 1891 Samori va abandonar la regió i tota la riba esquerra del Níger als francesos, però no fou possible la pau i el maig de 1891 Samori havia organitzat les seves forces en tres grups manats per Soriba, Bakary i Morefinodian, donant a finals de maig l'ordre d'envair l'Oulada i Baleya. Els habitants no van oposar resistència. Morefinodian va saquejar la zona i va fer un bon botí que va entregar a Samori. Soriba va combinar la seva acció amb la dels guerrers de Bilali, i junts van assaltar Toumania (a la regió de Firiya, al sud de Oulada) on foren rebutjats; i Bakary des de Baleya es va presentar davant Kouroussa on va combatre contra el capità Réjou de la 3ª companyia. Durant la primera quinzena de juny els sofes van operar altre cop a Baleya i a Kouroussa, i els comandants de Siguiri i de Kankan van acordar unir els seus esforços per posar fi als atacs: la tercera companyia els atacaria i els empenyeria cap al sud mentre un columna sortida de Kankan marxaria sobre Bagué i passaria en cas necessari el Níger per tallar la retirada a l'enemic. El 16 de juny el capità Réjou va avançar sobre Banko (a l'Oulada); pel camí va saber que la població havia estat abandonada i que els sofes eren a Nono (uns quilòmetres més al nord-est i ja prop del límit de Baleya), i es va dirigir allí però va arribar tard, doncs els sofes ja havien fugit una part cap a l'altre costat del Níger i la resta cap a Toumania (una població amb aquest mateix nom, però diferent de la Toumania de Firiya, situada a l'altre costat del Tankisso, fora dels dominis francesos). Réjou va haver de retornar a Kouroussa.